# Вуковці
Вуковці (словен. Vukovci) — поселення в общині Чрномель, Південно-Східна Словенія, Словенія. Висота над рівнем моря: 195,7 м.